# Biblioteca Benjamín Franklin
La Biblioteca Benjamín Franklin es una biblioteca privada de la Ciudad de México. Es de acceso público y depende de la Embajada de los Estados Unidos en México. Su acervo, en su mayoría en idioma inglés, se especializa en asuntos relacionados con los Estados Unidos y al aprendizaje y enseñanza del inglés. Funciona como centro de información de la representación diplomática estadounidense y es el último recinto de su índole en América Latina.
Fue fundada el 13 de abril de 1942 en su antigua sede de la calle de Londres, en la colonia Juárez, de donde se mudó a la calle de Liverpool.